# OrangeCD Player
OrangeCD Player — компактный аудиоплеер, который позволяет прослушивать аудио компакт-диски, при наличии установленных в системе CD-ROM и звуковой карты. Плеер поддерживает протокол freedb, с помощью которого интегрируется со всеми программами, поддерживающими музыкальные каталоги.

## Возможности
- Компактен и не занимает места на экране (работает из системного трея).
- Полностью поддерживает протокол freedb. Каждый раз, когда пользователь вставляет новый компакт-диск, «OrangeCD Player» автоматически загружает название треков и другую информацию из Интернета, поэтому не приходится набирать названия вручную.
- Имеет встроенные регуляторы громкости.
- Может записывать информацию об исполнителях, обложках дисков, личные отзывы, оценки, тексты песен (и многое другое) в базу данных, а также переносить её отдельным файлом на другой компьютер (с помощью встроенной в дистрибутив утилиты «OrangeCD Catalog»).
- Поддерживает различные режимы воспроизведения, плей-листы, непосредственный доступ к трекам.
- Не содержит рекламы и шпионских программ.